# Shorttrack op de Olympische Winterspelen 2022
Shorttrack was een van de sporten die beoefend werden tijdens de Olympische Winterspelen 2022 in Peking. De wedstrijden vonden plaats in het Capital Indoor Stadium. Het onderdeel gemengde estafette (2000 m) stond voor het eerst op het programma.

## Wedstrijdschema
| Datum                | Lokale tijd | MET   | Mannen             | Vrouwen            |
| -------------------- | ----------- | ----- | ------------------ | ------------------ |
| vrijdag 4 februari   | 20:00       | 13:00 | Openingsceremonie  | Openingsceremonie  |
| zaterdag 5 februari  | 19:00       | 12:00 | 1000m (Q)          | 500m (Q)           |
| zaterdag 5 februari  | 20:23       | 13:23 | 2000m relay        | 2000m relay        |
| maandag 7 februari   | 19:30       | 12:30 |                    | 500m (KF)          |
| maandag 7 februari   | 19:44       | 12:44 | 1000m (KF)         |                    |
| maandag 7 februari   | 20:13       | 13:13 |                    | 500m (HF)          |
| maandag 7 februari   | 20:20       | 13:20 | 1000m (HF)         |                    |
| maandag 7 februari   | 20:41       | 13:41 |                    | 500m               |
| maandag 7 februari   | 20:52       | 13:52 | 1000m              |                    |
| woensdag 9 februari  | 19:00       | 12:00 | 1500m (KF)         |                    |
| woensdag 9 februari  | 19:44       | 12:44 |                    | 1000m (Q)          |
| woensdag 9 februari  | 20:29       | 13:29 | 1500m (HF)         |                    |
| woensdag 9 februari  | 20:45       | 13:45 |                    | relay (HF)         |
| woensdag 9 februari  | 21:13       | 14:13 | 1500m              |                    |
| vrijdag 11 februari  | 19:00       | 11:00 |                    | 1000m (KF)         |
| vrijdag 11 februari  | 19:18       | 12:18 | 500m (Q)           |                    |
| vrijdag 11 februari  | 19:55       | 12:55 |                    | 1000m (HF)         |
| vrijdag 11 februari  | 20:04       | 13:04 | relay (HF)         |                    |
| vrijdag 11 februari  | 20:37       | 13:37 |                    | 1000m              |
| zondag 13 februari   | 19:00       | 12:00 | 500m (KF/HF)       |                    |
| zondag 13 februari   | 19:35       | 12:35 |                    | relay              |
| zondag 13 februari   | 20:09       | 13:09 | 500m               |                    |
| woensdag 16 februari | 19:30       | 12:30 |                    | 1500m (KF/HF)      |
| woensdag 16 februari | 20:32       | 13:32 | relay              |                    |
| woensdag 16 februari | 21:11       | 14:11 |                    | 1500m              |
| zondag 20 februari   | 20:00       | 13:00 | Sluitingsceremonie | Sluitingsceremonie |

## Medailles

### Mannen
| Onderdeel | Goud                                                                                | Goud     | Zilver                                                                            | Zilver   | Brons                                                                | Brons    |
| --------- | ----------------------------------------------------------------------------------- | -------- | --------------------------------------------------------------------------------- | -------- | -------------------------------------------------------------------- | -------- |
| 500 m     | Shaoang Liu Hongarije                                                               | 40,338   | Konstantin Ivlijev Russische ploeg                                                | 40,431   | Steven Dubois Canada                                                 | 40,669   |
| 1000 m    | Ren Ziwei China                                                                     | 1.26,768 | Li Wenlong China                                                                  | 1.29.917 | Shaoang Liu Hongarije                                                | 1.35,693 |
| 1500 m    | Hwang Dae-heon Zuid-Korea                                                           | 2.09,219 | Steven Dubois Canada                                                              | 2.09,254 | Semjon Jelistratov Russische ploeg                                   | 2.09,267 |
| Relay     | Canada Charles Hamelin Steven Dubois Jordan Pierre-Gilles Pascal Dion Maxime Laoun¹ | 6.41,257 | Zuid-Korea Lee June-seo Hwang Dae-heon Kwak Yoon-gy Park Jang-hyuk Kim Dong-wook¹ | 6.41,679 | Italië Pietro Sighel Yuri Confortola Tommaso Dotti Andrea Cassinelli | 6.43,431 |

¹ Rijders die niet in de finale reden, maar wel een medaille ontvingen omdat zij in een eerdere ronde onderdeel waren van de ploeg.

### Vrouwen
| Onderdeel | Goud                                                                        | Goud     | Zilver                                                      | Zilver   | Brons                                             | Brons    |
| --------- | --------------------------------------------------------------------------- | -------- | ----------------------------------------------------------- | -------- | ------------------------------------------------- | -------- |
| 500 m     | Arianna Fontana Italië                                                      | 42,488   | Suzanne Schulting Nederland                                 | 42,559   | Kim Boutin Canada                                 | 42,724   |
| 1000 m    | Suzanne Schulting Nederland                                                 | 1.28,391 | Choi Min-jeong Zuid-Korea                                   | 1.28,443 | Hanne Desmet België                               | 1.28,928 |
| 1500 m    | Choi Min-jeong Zuid-Korea                                                   | 2.17,789 | Arianna Fontana Italië                                      | 2.17,862 | Suzanne Schulting Nederland                       | 2.17,865 |
| Relay     | Nederland Suzanne Schulting Selma Poutsma Xandra Velzeboer Yara van Kerkhof | 4.03,409 | Zuid-Korea Seo Whi-min Choi Min-jeong Kim A-lang Lee Yu-bin | 4.03,627 | China Qu Chunyu Han Yutong Fan Kexin Zhang Yuting | 4.03,863 |

### Gemengd
| Onderdeel | Goud                                                        | Goud     | Zilver                                                                                      | Zilver   | Brons                                                                                     | Brons    |
| --------- | ----------------------------------------------------------- | -------- | ------------------------------------------------------------------------------------------- | -------- | ----------------------------------------------------------------------------------------- | -------- |
| Relay     | China Qu Chunyu Fan Kexin Wu Dajing Ren Ziwei Zhang Yuting¹ | 2.37,348 | Italië Arianna Fontana Martina Valcepina Pietro Sighel Andrea Cassinelli Arianna Valcepina¹ | 2.37,364 | Hongarije Petra Jászapáti Zsófia Kónya Shaoang Liu Shaolin Sándor Liu John-Henry Krueger¹ | 2.40,900 |

¹ Rijders die niet in de finale reden, maar wel een medaille ontvingen omdat zij in een eerdere ronde onderdeel waren van de ploeg.

### Medaillespiegel
| Plaats    | Land            | NOC    | Goud | Zilver | Brons | Totaal |
| --------- | --------------- | ------ | ---- | ------ | ----- | ------ |
| 1         | Zuid-Korea      | KOR    | 2    | 3      | 0     | 5      |
| 2         | China           | CHN    | 2    | 1      | 1     | 4      |
| Nederland | NED             | 2      | 1    | 1      | 4     |        |
| 4         | Italië          | ITA    | 1    | 2      | 1     | 4      |
| 5         | Canada          | CAN    | 1    | 1      | 2     | 4      |
| 6         | Hongarije       | HUN    | 1    | 0      | 2     | 3      |
| 7         | Russische ploeg | ROC    | 0    | 1      | 1     | 2      |
| 8         | België          | BEL    | 0    | 0      | 1     | 1      |
| Totaal    | Totaal          | Totaal | 9    | 9      | 9     | 27     |